# Paolo da Visso

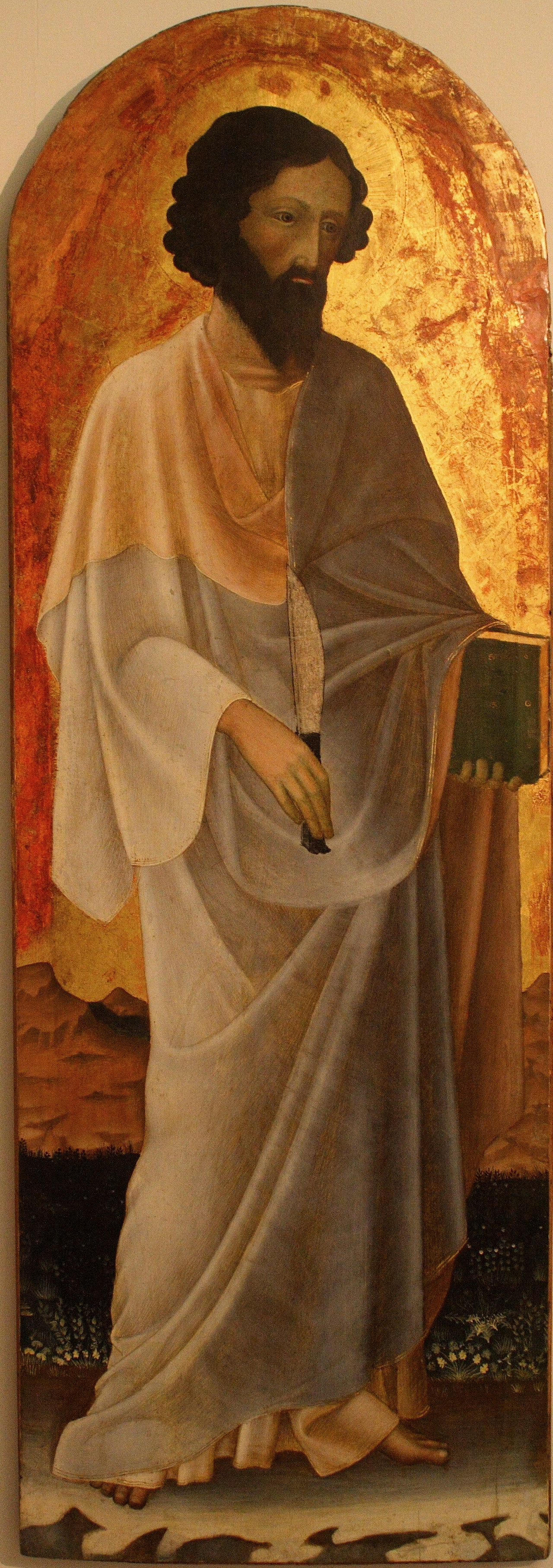
Svatý Bartoloměj, Národní galerie Praha

Paolo di Giovanni da Visso, známější jako Paolo da Visso (Aschio, 15. století), byl italský pozdně gotický malíř.

## Život
Da Visso pocházel z Aschia, starobylého majetku feudálů z Norcie, postoupeného v roce 1255 obci Visso, dodnes tvořícího malý zlomek této obce.
Paolo da Visso je nejvýznamnější malířskou osobností této oblasti. Působil v letech 1431 až 1482, víme o několika jeho dílech umístěných mezi Marche a Umbrií, z nichž pouze jedno nese jeho podpis, a to Madona trůnící s Ježíškem, vytvořená pro kostel Santa Maria dell'Oro v Terni, dnes součást sbírky Collezione Campana, která se od roku 1976 nachází v Avignonu v muzeu Musée du Petit Palais.
Umělec roku 1455 založil vlastní dílnu ve Vissu poté, co se vyučil v Umbrii u mistra, který pravděpodobně pocházel z Foligna. Jeho styl připomíná malíře jako Arcangelo di Cola, Giovanni Boccati, Girolamo di Giovanni, Angelo di Antonio, Stefano di Giovanni a Carlo Crivelli. Jeho žáky byli Tommaso di Pietro da Visso, Luca di Raimondo a Benedetto di Marco di Castelsantangelo.

## Dílo
- Zvěstování, portál Kolegiátního kostela Santa Maria ve Vissu, 1444.
- Avignonský stůl, Avignon, Musée du Petit Palais (práce pro kostel Santa Maria dell'Oro )
- Madonna del Voto, Diecézní muzeum Visso.
- Polyptych Nocelleto, Diecézní muzeum Visso (provedený pro kostel Santa Maria Castellare).
- Mystický sňatek svaté Kateřiny, Veřejná galerie Ascoli Piceno.[1]
- Madonna trůnící s Ježískem, Palazzo dei Priori di Visso, 1481.
- Sv. Jan Křtitel a sv. Bartoloměj, Národní galerie v Praze.
- Další drobné práce.

### Externí odkazy

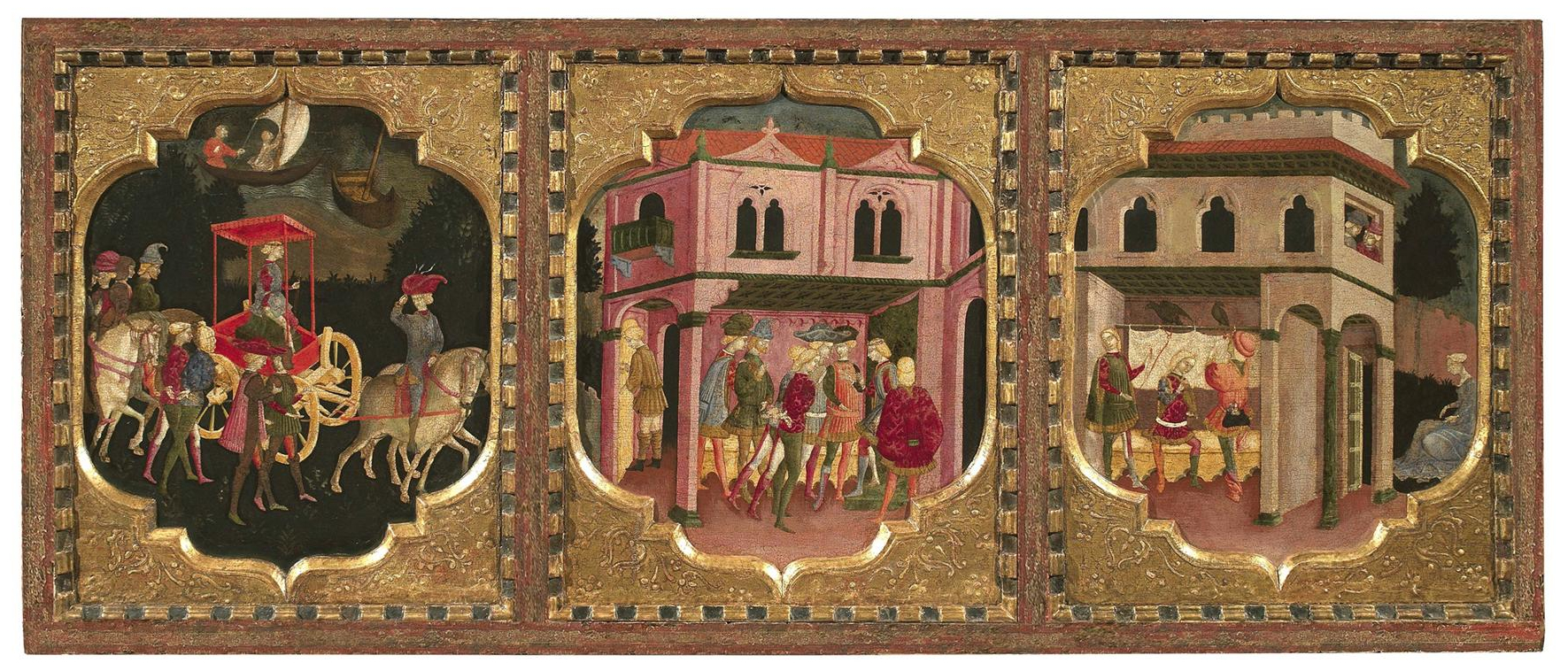